# Parafia św. Michała Archanioła w Czyszkach
Parafia św. Michała Archanioła w Czyszkach − parafia rzymskokatolicka znajdująca się w archidiecezji lwowskiej w dekanacie Sambor.
Parafia nie posiada własnego proboszcza i jest administrowana dojazdowo przez proboszcza parafii Błozew Górna.